# アレクサンダー・ディスパティエ
アレクサンダー・ディスパティエ (Alexandre Despatie、1985年6月8日 - ) は、カナダの飛込競技選手。モントリオール出身。2004年アテネオリンピックと2008年北京オリンピックの3m板飛込みの銀メダリストである。

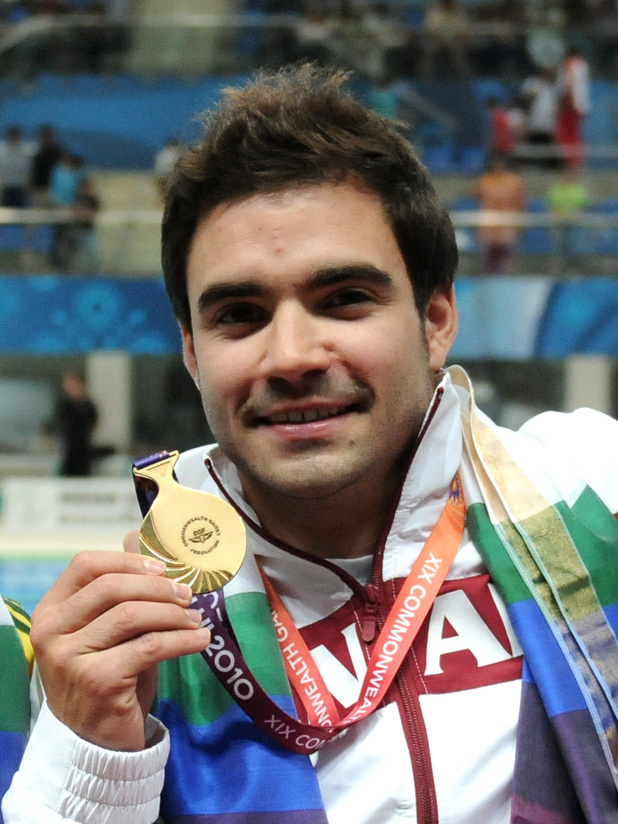
2010年

## 経歴
5歳で飛び込みを始める。13歳のときに出場した1998年のコモンウェルスゲームズの10m高飛込みで、金メダルを獲得し注目を集める。
15歳で出場した2000年シドニーオリンピックでは高飛び込みで4位に入賞する。2001年福岡世界選手権では高飛び込みで銀メダルを獲得する。
2003年のバルセロナ世界選手権では高飛び込みで金メダルを獲得。2004年アテネオリンピックでは3m板飛び込みで銀メダル、高飛び込みでは4位であった。
地元で開催された2005年モントリオール世界選手権では1m板飛び込みと3m板飛び込みで金メダルを獲得。これによりディスパティエは史上初めて世界水泳選手権の1m、3m、10mの個人種目で優勝した選手になった。
2007年のモントリオール世界選手権では3m板飛び込みでと3mシンクロナイズド板飛込みで銀メダルを獲得。2008年北京オリンピックでも3m板飛び込みで銀メダルを獲得した。
2009年ローマ世界選手権でも3m板飛び込みでと3mシンクロナイズド板飛込みで銅メダルを獲得している。